# レイクウォーク岡谷
レイクウォーク岡谷（レイクウォークおかや）は、長野県岡谷市銀座一丁目にあるユニー株式会社のモール型ショッピングセンターである。
なお、当項目では同地で以前営業していたアピタ岡谷店(旧)についても記載する。

## 概要
店舗は岡谷市役所や岡谷市の公共・文化施設などに隣接しており、JR岡谷駅の約1Km北東に所在する。
1985年（昭和60年）に開店したアピタ岡谷店を建て替えて開店しており、モールの名称は地域のシンボル「諏訪湖」にちなんで、「レイクウォーク岡谷」と命名され長野県下で初のウォーク店舗となった。
天下の奇祭として全国的に有名な「御柱祭」で使用された諏訪大社の「御柱」をモールのシンボルモニュメントとして展示している。また、岡谷市を発展させてきた養蚕・絹産業の象徴として、俳優伊勢谷友介が代表を務める「リバースプロジェクト」製作によるアートオブジェクト「Diamond Cocoon（ダイヤモンドコクーン） 」が店舗内に設置されている。
ストアコンセプトは、『Everyday VALUE MALL 〜毎日の暮らしに上質なおもてなしを〜』としている。建物は屋上駐車場付鉄骨造地上4階建て。店舗は地上1階から3階までとなっている。営業面積は約2倍に拡張され、従前店舗比 1.6倍となる63のテナントを導入している。

## テナント
建物は西側が立体駐車場、東側の1階-3階が店舗、4階、5階（屋上）が駐車場となっている。なお、店舗の北側がアピタ直営売場、南側が専門店街となっており、サーキットモールタイプの構造となっている。トイレは店舗の中央に配置されており、アピタ直営売場、専門店街双方から入ることができる。
詳細は「フロアマップ」を参照

## 交通
- JR中央本線岡谷駅から徒歩約15分

## 付近の施設
- 岡谷市役所
- 岡谷郵便局
- 岡谷市民病院
- 諏訪湖畔病院

## 旧・店舗概要

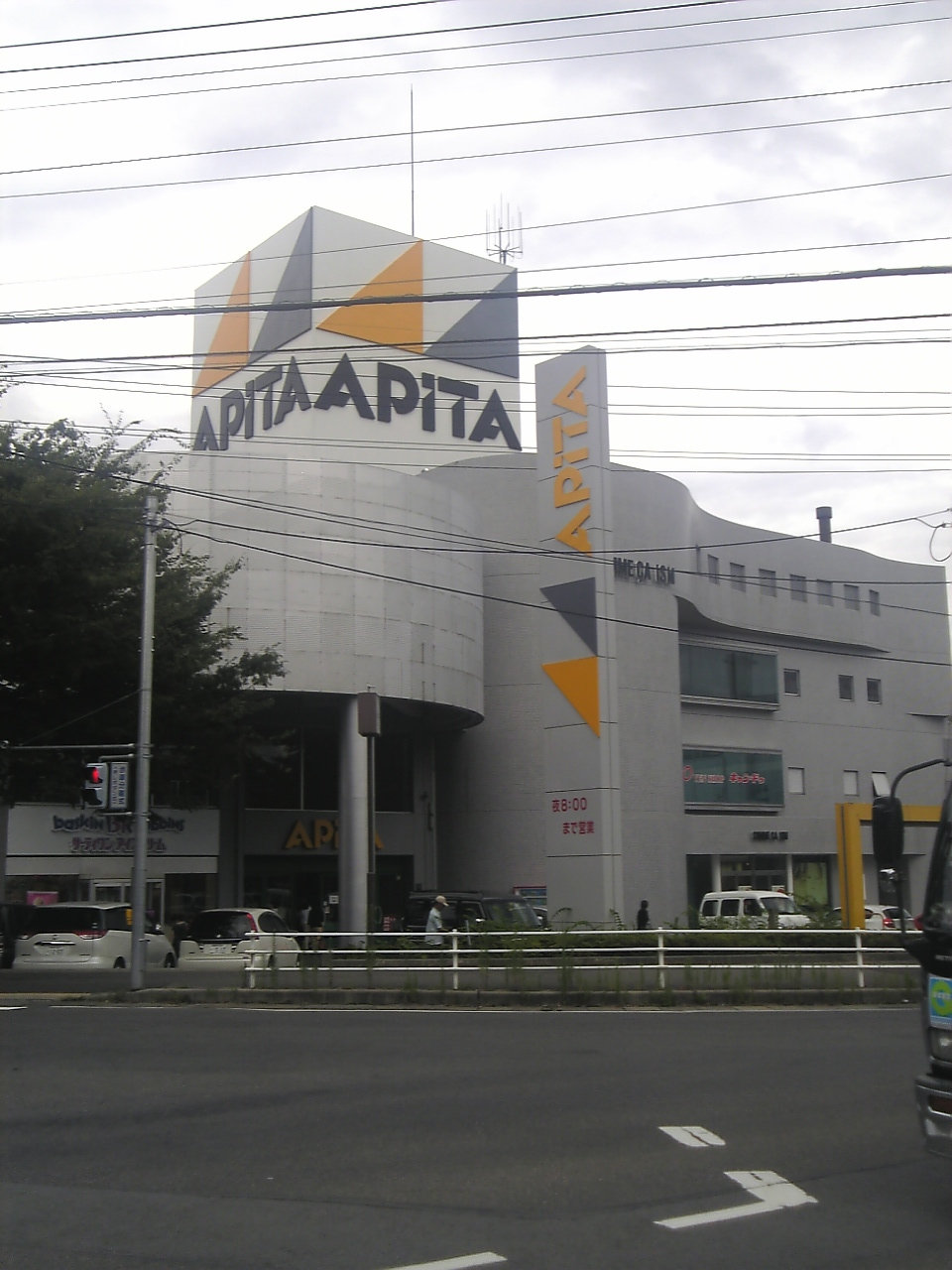
アピタ岡谷店（旧）

アピタ岡谷店（旧）は、1985年（昭和60年）9月に開店した店舗で、同地に存在したユニー株式会社のGMS型ショッピングセンターである。屋上駐車場付き2階建て本館と別棟1棟、立体駐車場1棟から構成されており、長野県内初のアピタ店舗であった。
旧称は「ビアアピタ岡谷」で、当初はスポーツ施設「アピス岡谷」を併設していた（後述）。アピス岡谷の閉鎖後にアピタ岡谷店へと改称され、1994年（平成6年）7月1日には増築を行っている。
通算年歴から、2014年（平成26年）の休業時点でユニー最古参のアピタ店舗であった。老朽化および建て替えの為、2014年（平成26年）8月に一時閉店し休業に入っていた。

### かつて出店していた主なテナント
- ジュアン
- コムサイズム
- ロベリア
- 風まつり
- ロッテリア

### アピス岡谷
前述の通り、開業当初はスポーツ施設「アピス岡谷」（略称A・P・S岡谷）が併設されており、夏はプール、冬はスケートリンクとして営業していた。
アピス岡谷は設置面積の都合誕生した。開店当時は大規模小売店舗法という法律が存在し、出店の交渉をする際に地元商業者で構成された出店交渉協議会を通して面積や出店の可否を決めるというルールが定められていた。ユニーはこの交渉で当初の計画より物販面積を約3,000m2も削られてしまい、同時期に近隣で開店交渉していた「イトーヨーカドー岡谷店」と比べて非常に狭い売り場となることが判明した。ユニーの開発担当は「それでは競争力が維持できない」と判断し、上層部に出店を断念しようと報告した。
しかし、それを聞いた当時のユニー社長が開発担当に対して激怒。「物販面積が減らされただけのことであり、なぜそれに代わる施設の検討をしないのか？ユニーにはプール設備設置の実績があるではないか！」と一喝した。
当時のユニーは前述の社長の発言にもあるように、プールとスポーツジム施設が併設されていた店舗「ビアアピタ江南店」（愛知県江南市）を営業していた。岡谷店もそのノウハウを生かして“ビア”アピタとして開店した。
アピス岡谷は大規模小売店舗法の緩和後、1992年（平成4年）4月に閉鎖。“ビア”の付称を外したのち、跡地は食料品売場の拡張に使われた。